# Hodna

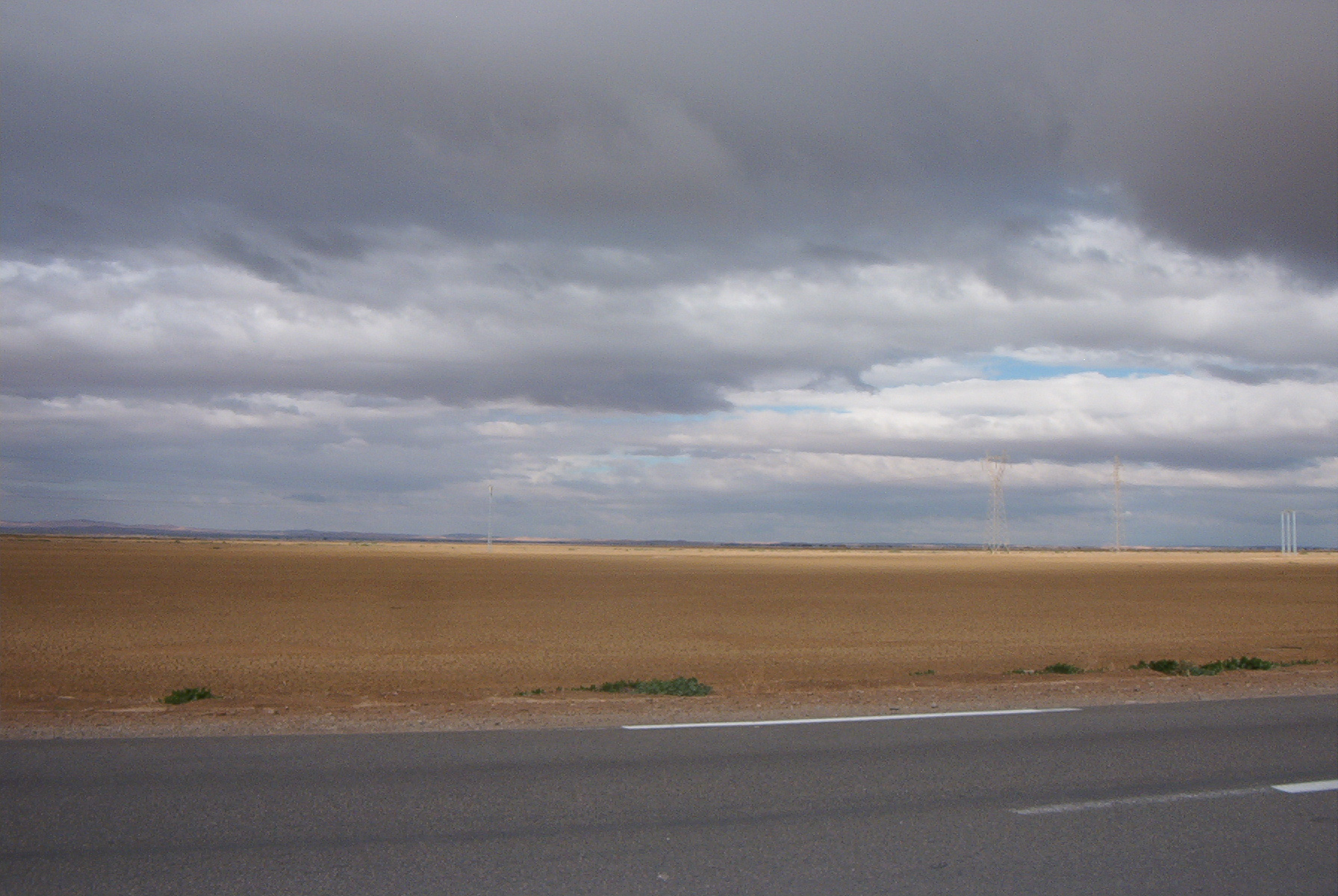
Le Chott el Hodna aux environs de Baniou entre Bou-Saâda et M'Sila

Le Hodna est la région située à l'est-nord-est des Hauts Plateaux dans le centre de l'Algérie. Ayant pour capitale M'Sila, elle est réputée pour son élevage d'ovins et connue pour son chott (lac salé) d'où elle tire son nom. Les monts du Hodna conservent dans leurs plissements les ruines de la Kalâa des Béni Hammad.

## Toponymie
Le nom de la région, donné à la fois à l'ensemble montagneux et au chott, provient de l'arabe et signifie : « sérénité, paix ».

## Géographie

### Situation, topographie

La région de la Hodna entre les deux wilaya de M'Sila et Batna

Le Hodna est une plaine creusée au cœur d'une enceinte de montagnes de moyenne ou basse altitude. Une vaste plaine, limoneuse au nord et sablonneuse au sud, occupée dans sa partie la plus basse par la sebkha, d'une superficie de 76 000 ha, constituée d'argiles salées et nues, rarement recouvertes d'eau.
Vaste dépression au pied du tell, le Hodna dispose, à partir des montagnes alentour, de quantités d'eau non négligeables.

### Climat
Le Hodna est une steppe plus chaude et plus sèche que les hautes steppes de l'Algérois et de l'Oranie. Sa position au fond d'une cuvette lui vaut une sécheresse et une pluviométrie capricieuse qui préfigurent le Sahara.

## Histoire
Le Hodna était primitivement peuplé, comme toute la région steppique centrale du Maghreb, par des  Gétules, nomades, et des montagnards « sédentaires ou semi-nomades à courtes migrations ». Ces populations berbères furent soumises par les légions romaines et le pays intégré à la province de Numidie.
Du fait de sa situation et de sa morphologie, la région fut, par le passé, un couloir pour le passage des troupes guerrières, entre le tell et l'atlas saharien ainsi qu'entre les hautes steppes algéro-marocaines et algéro-tunisiennes. Elle connut l'invasion vandale au Ve siècle et byzantine aux VIe siècle et VIIe siècle. Elle se trouvait fatalement sur le passage des troupes musulmanes qui envahissent l'Afrique du Nord  au VIIe siècle, cependant l'établissement définitif des arabes ne remonte qu'au XIe siècle.
Les Sanhadja ont construit la ville forte de M'Sila en 925. En 1007, la Kalâa des Beni Hammad est fondée par Hammad ibn Bologhine, fils de Bologhine ibn Ziri (fondateur d'Alger), qui y engagera de grands projets de construction, devenant la principale cité de la région. Il rase M'Sila et transfère ses habitants dans sa nouvelle capitale. Les incursions des Hilaliens, envoyés par les Fatimides, à partir de 1052, affaiblissent grandement la dynastie hammadide jusqu'à ce qu'elle soit définitivement vaincue à l'arrivée des Almohades en 1151.
Le Hodna était principalement habité par les tribus zénètes des beni ifren, plus précisément les Merendjisa et les Aït Wargu mais aussi par les Berzal et des Maghraouas.
Ces tribus du Hodna se sont arabisées à la suite de la deuxième vague d’arabisation du Maghreb, mais ceux des montagnes ont conservé la langue berbère et sont rattachés au chaoui (depuis le Bou Taleb jusqu’au Belezma).
Du XIIe siècle au XVIe siècle, les Hafsides régnèrent jusqu'aux confins du Hodna.
Durant les premières années de la colonisation, la province est sous l'autorité de l'Émir Abdelkader, tel que reconnu par le traité de la Tafna. Et ce n'est qu'en mars 1847 que le khalifa de Abd el-Kader pour le Sebaou en Kabylie, dont le commandement englobait aussi la région du Hodna jusqu'à Bou-Saâda, déposa les armes au cours d'une cérémonie à Sour El Ghozlane.

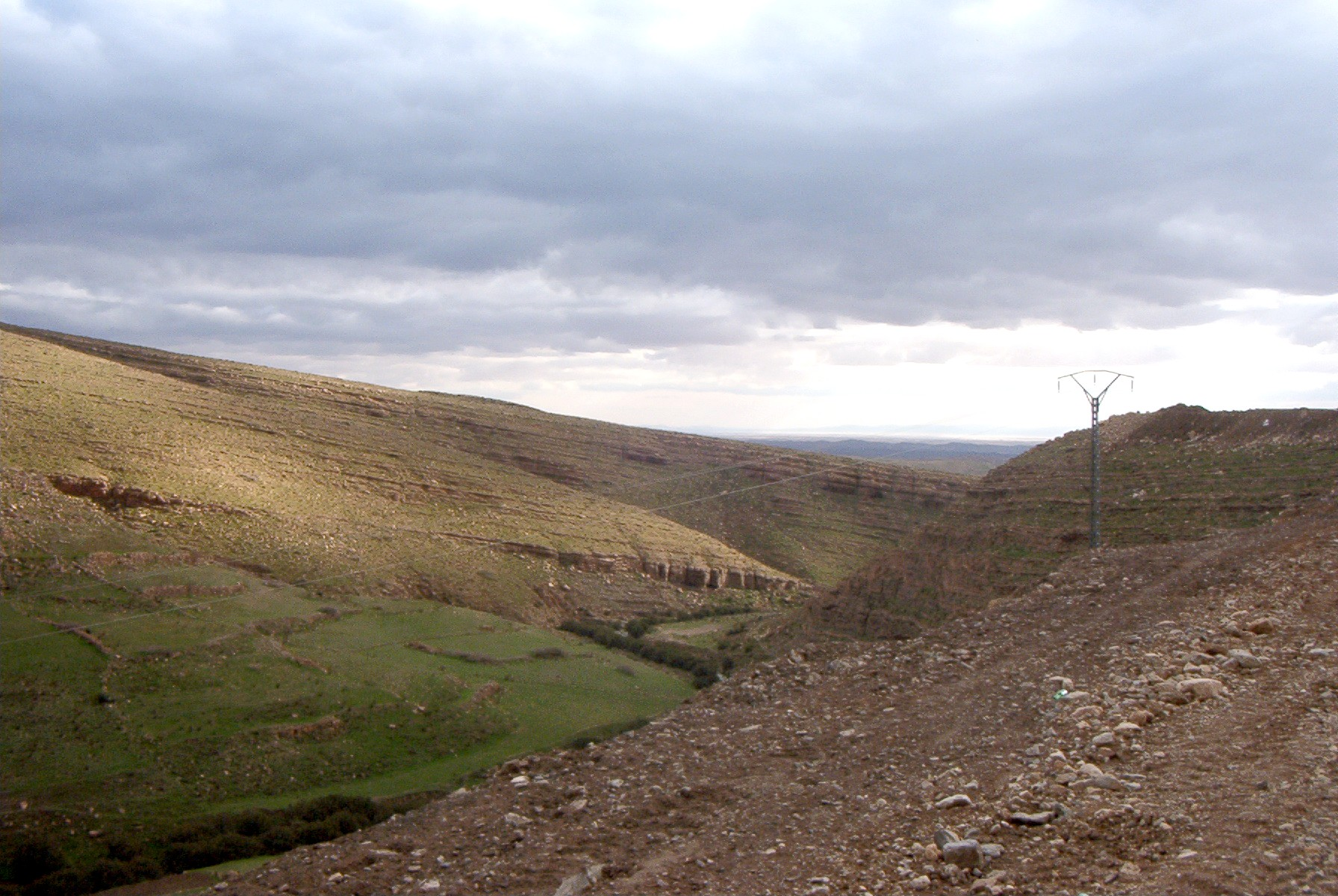
Les montagnes du Hodna dans les environs de la Kalaâ et trouée sur la plaine du Hodna et le chott

## Économie
Le Hodna est une zone à vocation pastorale.